# 郑永扣
郑永扣（1954年—），内蒙古卓资人，汉族，中华人民共和国政治人物、第十二届全国人民代表大会河南地区代表，第八届、九届中共河南省委委员。国务院政府特殊津贴获得者。
毕业于河南大学哲学专业。加入中国共产党。1994年调到郑州大学工作，2003年至2015年11月担任郑州大学党委书记。2008年起担任全国人大代表。2013年，担任全国人大代表。